# Pušma
La Pušma (in russo Пушма?) è un fiume della Russia europea, affluente di destra del fiume Jug, nel bacino della Dvina settentrionale. Scorre nei rajon Oparinskij e Podosinovskij dell'Oblast' di Kirov.
La sorgente del fiume si trova tra le colline degli Uvali settentrionali, 5 km a nord-est del villaggio di Latyšskij. La direzione generale della corrente è nord-ovest, il canale è molto tortuoso. Il corso superiore passa attraverso una foresta disabitata; nel corso medio e inferiore tocca alcuni villaggi. La larghezza del fiume nei tratti inferiori è di 30-40 metri, poco prima della foce si espande a più di 80 m. Sfocia nello Jug a 120 km dalla foce, a sud del villaggio di Podosinovec. Ha una lunghezza di 171 km, il suo bacino è di 2 520 km².
Gela da fine ottobre - novembre, sino alla seconda metà di aprile - inizio maggio.